# Astracantha diphtherites
Astracantha diphtherites là một loài thực vật có hoa trong họ Đậu. Loài này được (Fenzl) Podlech miêu tả khoa học đầu tiên.